# The Producers (musical)
The Producers è un musical di Mel Brooks basato sul suo film del 1968 Per favore, non toccate le vecchiette. Ha vinto dodici Tony Award detenendo il record del maggior numero di premi vinti. La produzione di Broadway chiuse dopo 2502 repliche, e attualmente (giugno 2023) si trova al ventottesimo posto nella classifica degli show di più lunga durata a Broadway. 
Il musical è diventato celebre per la sua grande ironia e spirito satirico, che ha come oggetto omosessuali, nazisti, ninfomani e truffatori.

## Trama
Il musical parla di un produttore di Broadway ormai in rovina, Max Bialystock (Nathan Lane), a cui un ragioniere timido e spesso isterico, Leopold Bloom (Matthew Broderick), fa capire che, truffando potrebbe fare più soldi con un fallimento che con un grande spettacolo. Quindi i due prendono un pessimo copione, una storia dedicata ad Hitler, un pessimo regista gay, Roger DeBris (Gary Beach) e danno al nazista Franz Liebkind, scrittore del copione scelto, il ruolo del Führer per mettere in scena il peggior musical di sempre.
Ma il loro attore protagonista si ferisce e il suo ruolo viene interpretato dal regista gay. Quindi il musical appare al pubblico satirico e spiritoso: gli investitori pretendono quindi i loro soldi costringendo Leo alla fuga a Rio de Janeiro con i soldi e la fidanzata Ulla e facendo finire Bialystock in prigione. Leopold torna a New York per difendere Max ma finiscono entrambi in prigione. Riusciranno però a uscire producendo musical da dentro Sing Sing facendo successo.

## Numeri musicali

### Atto I
1. Overture — Orchestra
2. Opening Night — Maschere e compagnia
3. The King of Broadway — Max e Ensemble
4. We Can Do It — Max e Leo
5. I Wanna Be a Producer — Leo, Showgirls, e Contabili
6. We Can Do It (Reprise) — Leo e Max
7. I Wanna Be a Producer (Reprise) — Leo e Max
8. In Old Bavaria — Franz
9. Der Gueten Tag Hop-Clop — Franz, Leo e Max
10. Keep It Gay — Roger, Carmen, Max, Leo, Production Team, e Ensemble
11. When You've Got It, Flaunt It — Ulla
12. Along Came Bialy — Max e Ensemble
13. Act I Finale — Max, Leo, Ulla, Franz, Roger, Carmen, Production Team e  Ensemble

### Atto II
1. That Face — Leo e Ulla
2. That Face (Reprise) — Leo e Max
3. Haben Sie gehört das deutsche Band? — Franz
4. Opening Night (Reprise) — Maschere
5. You Never Say 'Good Luck' on Opening Night — Roger, Carmen, Franz, Leo e Max
6. Springtime for Hitler (part 1) — Lead Tenor Stormtrooper, Barvarian Peasants, Tapping Brown-Shirts, Showgirls, Ulla, and Company
7. Heil Myself — Roger, Ulla, Stalin, Churchill e Roosevelt
8. Springtime for Hitler (part 2) — Roger, Ulla, and Company
9. Where Did We Go Right? —L eo and Max
10. That Face (Reprise 2) — Ulla and Leo
11. Betrayed — Max
12. Till Him — Leo, Max e Little Old Ladies
13. Prisoners of Love — Roger, Ulla ed Ensemble
14. Leo and Max — Max, Leo e Company
15. Goodbye! — Tutti

## Cast
Qui di seguito sono riportati i nomi degli interpreti ed i rispettivi ruoli ricoperti nella versione originale del musical a Broadway.
| Personaggio                                                         | Original Broadway Cast |
| ------------------------------------------------------------------- | ---------------------- |
| Max Bialystock                                                      | Nathan Lane            |
| Leopold “Leo” Bloom                                                 | Matthew Broderick      |
| Roger De Bris                                                       | Gary Beach             |
| Carmen Ghia                                                         | Roger Bart             |
| Ulla Inga Hansen Benson Yansen Tallen Hallen Svaden Swanson "Bloom" | Cady Huffman           |
| Franz Liebkind                                                      | Brad Oscar             |

## Riconoscimenti
- Dodici Tony Award nel 2001 nelle categorie: 
  - Miglior Musical
  - Miglior sceneggiatura per il musical
  - Miglior colonna sonora originale
  - Miglior attore protagonista in un musical (Nathan Lane)
  - Miglior attrice protagonista in un musical (Cady Huffman)
  - Miglior attore non protagonista in un musical (Gary Beach)
  - Miglior scenografia
  - Migliori costumi
  - Miglior regia di un musical
  - Miglior impianto luci
  - Migliori orchestrazioni in un musical
  - Migliori Coreografie
- Undici Drama Desk Award nelle categorie:
  - Miglior musical originale
  - Miglior sceneggiatura originale
  - Miglior attore protagonista in un musical
  - Miglior attrice protagonista in un musical
  - Miglior attore non protagonista in un musical
  - Miglior attrice non protagonista in un musical
  - Miglior regia di un musical
  - Migliori testi in un musical
  - Miglior colonna sonora originale
  - Miglior Scenografia
  - Migliori costumi